# کلنوویتسه نا هانه
کلنوویتسه نا هانه (به چکی: Klenovice na Hané) یک منطقهٔ مسکونی در جمهوری چک است که در ناحیه پروستییوو واقع شده‌است.
 کلنوویتسه نا هانه ۸٫۰۱ کیلومتر مربع مساحت و ۸۴۳ نفر جمعیت دارد و ۲۲۷ متر بالاتر از سطح دریا واقع شده‌است.